# Johann Farnleitner

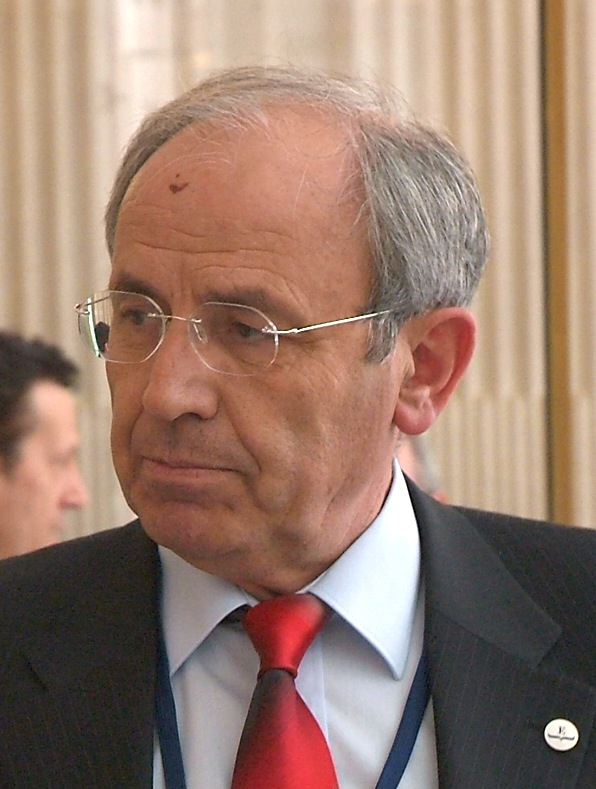
Johann Farnleitner (2005)

Johann „Hannes“ Farnleitner (* 5. April 1939 in Weikersdorf am Steinfelde) ist ein ehemaliger österreichischer Politiker (ÖVP).

## Leben
Johann Farnleitner wuchs in einfachen ländlichen Verhältnissen auf und musste sich sein Studium der Rechtswissenschaften an der Universität Wien als Werkstudent (unter anderem als Landvermesser) finanzieren. Er war ab 1964 bei der Handelskammer, bzw. Wirtschaftskammer Österreichs beschäftigt. Von 1992 bis 1996 war er Generalsekretär der Wirtschaftskammer. Farnleitner hatte auch langjährige Spitzenfunktionen in der österreichischen und der internationalen katholischen Männerbewegung inne, während er dem ÖCV eher kritisch gegenübersteht.
Von 1996 bis 2000 war er Bundesminister für wirtschaftliche Angelegenheiten. Farnleitner publizierte 2004 Erinnerungen (Reformfreude lohnt sich. Verantwortung für Österreich, Wien, Media Consulting).
Außerdem ist er im Aufsichtsrat bei der Bank Medici tätig, welche Ende 2008 durch das Fondsgeschäft mit Bernard L. Madoff in massive Schwierigkeiten kam.

## Auszeichnungen
- Großes Goldenes Ehrenzeichen am Bande für Verdienste um die Republik Österreich (1999)
- Großoffizier des Gregoriusordens